# I Hope You Are Well
I Hope You Are Well (天堂的张望) è un film drammatico cinese del 2020 diretto dal regista cinese Du Bin (杜斌). E' basato sulla storia vera di She Yan (佘艳), una bambina cinese di sette anni abbandonata in un sentiero di campagna subito dopo la nascita e in seguito affetta da leucemia.

## Trama
Zhang Guohua (张国华) cresce sua figlia di 7 anni, Zhang Wang (张望), in condizioni di estrema povertà ma, nonostante le difficoltà, entrambi vivono una vita felice. Un giorno Zhang Wang ha improvvisamente un'emorragia nasale e suo padre la porta in un grande ospedale per visitarla. Scoprono che soffre di leucemia acuta e che le cure sarebbero costate più di 300 mila yuan. Zhang Guohua cerca disperatamente e senza successo di raccogliere fondi per la figlia e piange tutto il giorno. Zhang Wang, conoscendo la sua situazione familiare, decide risolutamente di rinunciare alle cure.
Quando la giornalista Wang Xiaoyue viene a conoscenza della situazione, si reca a casa di Zhang Guohua e gli chiede di rivelare come avesse adottato Zhang Wang. Zhang Guohua racconta di aver trovato Zhang Wang abbandonata per strada mentre tornava a casa quando era appena nata. Tutti i suoi amici e parenti suggerirono di riportarla nello stesso posto in cui l'aveva trovata, ma lui decise di adottarla, nonostante fosse molto povero e riuscisse a malapena a sfamarsi. Non aveva abbastanza soldi per il latte in polvere, quindi la nutrì con zuppa di riso. Dopo che la situazione viene resa pubblica dai media, Zhang Wang attira l'attenzione da ogni dove e le donazioni iniziano ad arrivare da tutto il paese, tanto da avere abbastanza soldi per permettersi le cure. L'aver sentito il potere dell'amore e le premure di innumerevoli sconosciuti rende Zhang Wang molto più forte.
Durante la terapia soffre di dolori che la gente comune difficilmente potrebbe immaginare e rischia di morire molte volte. A Zhang Wang non era permesso mangiare cibi solidi; tuttavia un giorno apre una confezione di spaghetti pronti e ne mangia un po'; questo peggiora la sua salute e, mentre tutti si aspettano un miglioramento delle sue condizioni, inaspettatamente muore.

## Ispirazione
Il film è basato sulla storia vera di She Yan (佘艳), una bambina cinese abbandonata alla nascita e lasciata in un sentiero di campagna. Il 30 novembre 1996 She Shiyou (佘仕友) stava camminando vicino a un piccolo ponte nel villaggio in cui viveva (villaggio di Yunya, gruppo 2, città di Sanxing, distretto di Shuangliu, provincia del Sichuan, 四川省双流县三星镇云崖村二组) quando trovò nell'erba una neonata abbandonata, quasi morta congelata. Aveva un pezzo di carta con la scritta "20 ottobre (calendario lunare), 12:00".
All'inizio, She Shiyou non sapeva cosa fare, così la mise a terra e la riprese in braccio ripetutamente. Non riusciva già a trovare una donna da sposare, perché era povero e adottare una bambina non avrebbe migliorato le cose. Alla fine decise di adottare la bambina, sospirando "mangerai quello che mangio io".
She Shiyou la chiamò She Yan perché era nata durante la stagione del raccolto autunnale. Non poteva permettersi il latte in polvere, quindi la nutrì con zuppa di riso. She Yan crebbe molto intelligente e in gamba ed era molto brava in tutto ciò che faceva. Aiutava il padre nelle faccende domestiche e otteneva ottimi risultati anche a scuola. Sapeva di dover essere molto educata e di non causare preoccupazioni o rabbia al padre. Inoltre doveva ottenere ottimi voti a scuola, in modo da rendere il padre analfabeta molto orgoglioso di lei nel loro villaggio.
A partire da maggio 2005, iniziò ad avere frequenti emorraggie nasali; sulle sue gambe apparirono anche delle macchie rosse e fu inviata in un ospedale più grande dove le fu diagnosticata la leucemia acuta. Le cure mediche costavano 300 mila yuan e She Shiyou non aveva abbastanza soldi. Pertanto iniziò a chiedere aiuto ad amici e parenti. Le signore anziane del villaggio volevano bene a She Yan e donarono la loro pensione ma i soldi raccolti erano ancora molto sotto la soglia. She Shiyou decise persino di vendere la sua casa ma non valeva abbastanza, quindi il denaro raccolto non sarebbe bastato. She Yan si rese conto che il padre era molto preoccupato, e gli disse che voleva morire. Scrisse al posto del padre analfabeta nella scheda medica "Rinuncia volontariamente alle cure". non ne sarebbe valsa la pena. She Yan noto' che suo padre era molto preoccupato. Quindi ritornarono nella loro casa e She Yan, che mai aveva chiesto qualcosa al padre, chiese dei vestiti nuovi e chiese anche di farsi una foto col padre con indosso i vestiti nuovi: suo padre poteva così ricordarla vedendo quella foto.
Poi un giornalista di nome Fu Yan (傅艳), che lavorava al "Chengdu Evening News" ("成都晚报"), venne a conoscenza della sua situazione dall'ospedale e scrisse un articolo sulla sua storia. La storia divenne famosa in tutta la città di Chengdu e su interne, e molte persone da tutta la Cina e persino dal mondo iniziarono a donare per salvarle la vita. Le donazioni aggiunsero i 560.000 yuan dopo soli dieci giorni. She Yan poté così permettersi le cure ed fu ricoverata all'Ospedale Pediatrico Municipale di Chengdu (成都市儿童医院).
Dalla nascita fino alla morte She Yan non ricevette mai cure materne. Quando il Dott. Xu Ming una volta disse: "She Yan, diventa mia figlia!", gli occhi di She Yan brillarono e le lacrime le scesero fino alle labbra. Il giorno dopo, quando il Dott. Xu Ming arrivò al suo capezzale, She Yan la chiamò timidamente: "Mamma Xu". Xu Ming rimase inizialmente sbalordita, poi un sorriso le illuminò il viso e rispose dolcemente: "Mia cara figlia". Molte persone di Chengdu visitarono l'ospedale e online innumerevoli netizen furono in apprensione per questa bambina. Durante la chemioterapia, She Yan perse tutti i capelli e fu sul punto di morire ben nove volte.
Il 22 agosto 2005, She Yan era molto affamata dal momento che non poteva mangiare alcun cibo solido a causa di un'emorragia gastrointestinale ed era vita solo grazie alla nutrizione parenterale. Aprì un pacchetto di spaghetti pronti e ne mangiò un po'; questo peggiorò la sua emorragia e il dolore addominale divenne così insopportabile che chiese di morire; morì lo stesso giorno.
La sua tomba si trova all'interno del cimitero di Jinsha, alla periferia di Chengdu (Cimitero di Chengdu Jinsha, Chunhuiyuan, fila 10, sezione nord 2, n. 15 - 成都东郊大安桥成都金沙陵园春晖苑北二区10排15号).
Sulla sua tomba è posta una foto di lei sorridente e l'iscrizione sulla sua pietra tombale è la seguente:
(Iscrizione sulla pietra tombale di She Yan.)
Conformemente alle sue ultime volontà, i rimanenti 540 mila yuan raccolti per salvarle la vita furono usati per salvare la vita di altri bambini affetti da leucemia.

## Premi
Il film ha ricevuto i seguenti premi e riconoscimenti:
- Remy Silver Award al cinquantatreesimo WorldFest-Houston International Film Festival;
- Invito speciale per film eccezionali di lingua cinese al Vancouver Chinese Film Festival;
- Premio New York Film per migliore regia e una nomination per scenggiatura originale.

Il film si è anche avvicinato alla rosa dei vincitori nelle seguenti mostre cinematografiche:
- Cambodia Asian Film Festival;
- Hollywood Art Film Awards for Best Film;
- Luleå International Film Festival, in Svezia.[15][16]

## Riferimenti
1. 1 2   哈尔滨慈善总会, su hrbcharity.com.
2. ↑   17年前,四川8岁女孩身患白血病,为了不拖累养父,自己安排后事,如今怎么样了？, su k.sina.cn, 13 settembre 2022.
3. ↑  https://baike.baidu.com/item/%E4%BD%98%E8%89%B3/5016857
4. ↑  https://mbd.baidu.com/newspage/data/landingsuper?page=landingshare&context={%22eqid%22%3A%226d1ae7401c759a4910000006687d4fb4%22,%22from%22%3A%22844b%22,%22lid%22%3A%227861850362070014537%22,%22newHealthLabel%22%3A%221%22,%22nid%22%3A%22news_9003621396545184615%22,%22sourceFrom%22%3A%22search%22}
5. ↑   [转载]我来过,我很乖...《八岁女童的遗书》_生物探索, su biodiscover.com.
6. ↑   自己安排后事的白血病患儿故事搬上荧幕,但你不知道的成都少儿互助金15年_腾讯新闻, su news.qq.com, 9 novembre 2020.
7. ↑   曾自愿放弃治疗的患白血病女孩佘艳去世(组图)_新闻中心_新浪网, su news.sina.com.cn.
8. ↑   2005年,八岁女孩患急性白血病,为不拖累家人,写下遗书安排后事_佘仕友_佘艳_孩子, su Sohu.
9. ↑  https://tieba.baidu.com/p/594690802#
10. ↑  She Yan's tomb inside Jinsha Cemetery in Chengdu
11. ↑  L'iscrizione originale in cinese è la seguente: 我来国，我很乖。。。。。。。 躺在这里的八岁女孩舍艳，出生即被造弃，好心山民舍什友收养了她。八岁患白血病后，成都乃至全国，全世界数以万计的好心人，在10天内为她募集近70万元医药费。。。。。。 在她有生之年，感受到了人世的温暖。小姑娘请安息，天堂有你更美丽。
12. ↑   回顾：十几年前8岁女孩身患白血病，为了不拖累养父自己安排后事, su Baidu.
13. 1 2   百度安全验证, su zhidao.baidu.com.
14. ↑   八岁女孩的遗书：我来过，我很乖！_佘艳_爸爸_佘仕友, su gongyi.sohu.com.
15. ↑  https://m.1905.com/m/news/guanfanghao/1486384.shtml?__hz=e7f8a7fb0b77bcb
16. ↑  https://baike.baidu.com/reference/22542841/533aYdO6cr3_z3kATPyLxf_1Y3qRYo6pt-CCB-NzzqIP0XOpQofkVI8h9Zk89v5pFUXIv5UsY9hanvynVlQTt6lBL75gXf96gnf_VDbCwLrhkNgvwpUZ_w